# Thổ Khối
21°0′30″B 105°54′20″Đ / 21,00833°B 105,90556°Đ
Làng Thổ Khối đầu thế kỷ 19 là một xã độc lập thuộc tổng Cự Linh, huyện Gia Lâm, phủ Thuận An, trấn Kinh Bắc (từ năm 1831 trở đi là tỉnh Bắc Ninh) ở ven đê tả ngạn sông Hồng, cách trung tâm Hà Nội theo đường đê qua cầu Chương Dương khoảng 10 km, theo đường chim bay khoảng 3 km. Trong kháng chiến chống Pháp, Cự Khối nằm trong một xã lớn mang tên Cự Linh thuộc huyện Gia Lâm, tỉnh Hưng Yên (từ năm 1949 lại cắt về tỉnh Bắc Ninh). Sau Cải cách ruộng đất (giữa năm 1956), xã Cự Linh được chia thành hai xã: Cự Khối và Thạch Bàn. Xã Cự Khối gồm hai thôn là Thổ Khối và Xuân Đỗ. Ngày 20 tháng 4 năm 1961, xã Cự Khối cùng các xã khác trong huyện Gia Lâm được chuyển từ tỉnh Bắc Ninh về thành phố Hà Nội. Ngày 6 tháng 11 năm 2003, xã Cự Khối được chuyển thành phường Cự Khối, thuộc quận Long Biên mới được thành lập. Hiện nay phường Cự Khối gồm 13 tổ, làng Thổ Khối trở thành địa bàn của 7 tổ dân phố, tên Thổ Khối không còn nữa về mặt hành chính.

## Lịch sử
Làng Thổ Khối là vùng đất rất cổ, không rõ khai phá từ thời nào, có thể từ rất xa xưa. Làng có các dòng họ Đào, Bùi, Lê, Nguyễn Đăng, Trần, Phạm, Ngô, Chu ở đây trên dưới 10 đời.
Đình làng Thổ Khối (Ảnh 4) thờ 6 vị thành hoàng: 
- Cao Sơn đại vương: anh em con chú con bác với Tản Viên sơn thánh, một trong 50 con trai của Lạc Long Quân theo cha lên núi và là vị thần thứ hai được thờ ở Đền Thượng, núi Ba Vì.
- Bố Cái đại vương (tức là Phùng Hưng): sống ở thế kỷ thứ 8, vì kiêng chữ Bố nên con cái trong làng gọi Bố là Thầy.
- Linh Lang đại vương: hoàng tử nhà Lý có công trong cuộc kháng chiến chống Tống.
- Bạch Da đại vương và Dị Mệ đại vương: hai vị thổ quan người miền núi, là tướng nhà Đinh, thường nghỉ lại ở Thổ Khối mỗi khi từ miền núi về Kinh đô chầu. Do đó cỗ cúng kiêng dùng gà trắng.
- Đào Duy Trinh. Tục truyền rằng vị Thành Hoàng họ Đào làm nghề chài lưới. Một hôm nằm mộng được thần gọi đi đón vua. Ông lật đật rong thuyền, quả nhiên chẳng bao lâu, ngư ông gặp được đoàn tùy tùng hộ giá nhà vua vừa thoát khỏi vòng vây của địch quân. Ông liền rước vua sang thuyền và đưa vào bờ. Vua thoát nạn, bèn phong cho ngư phủ họ Đào làm Thành Hoàng [1]

Thổ Khối cùng với làng Bát Tràng nằm ven sông Hồng, đoạn có vị trí xung yếu đối với vùng đất Tả ngạn dòng sông. Vì vậy, con người ở đây sớm phải chung sức đắp đê ngăn nước lụt, nhưng lũ lụt nhiều lần làm vỡ đoạn đê này. Khâm định Việt sử thông giám cương mục ghi lại: Tháng Bảy, mùa thu (1352). Có thủy tai lớn. Nước lên to, vỡ đê Bát, Khối , lúa má bị ngập; Khoái Châu, Hồng Châu và phủ Thuận An bị thiệt hại hơn cả. Như vậy tính đến 2009 làng Thổ Khối đã có ít nhất 657 năm.
Thổ Khối cũng có một vị trí quan trọng về quân sự. Cũng theo Khâm định Việt sử thông giám cương mục ghi lại: Tháng Giêng năm 1592. Trịnh Tùng tấn công thành Thăng Long... Khi đại quân kéo đến bờ phía Tây Ninh Giang, Tùng ra ba điều buộc quân lính phải tuân giữ: không được tự tiện vào nhà nhân dân mà hái rau, kiếm củi; không được cướp của cải, đồ đạc và đẵn cây cối; không được hiếp phụ nữ và giết người vì thù riêng. Kẻ nào vi phạm những điều cấm trên đây sẽ trị theo quân luật. Ba quân nghe theo lệnh, nghiêm chỉnh đội ngũ trẩy đi. Quân trẩy đến đâu, nhân dân vẫn an cư ở đó. Họ tranh nhau đem rượu và trâu bò đến đón quan quân. Tùng đốc suất quân lính sang sông. Khi Tùng trẩy đến chùa Thiên Xuân, chúa Mạc là Mậu Hợp cả sợ, bỏ thành Thăng Long, qua sông Nhị, đóng ở xã Thổ Khối, để các đại tướng ở lại chia nhau đóng giữ các cửa thành Thăng Long.
Vào đời Lê sơ một nhánh họ Đào về Cổ Am, Vĩnh Lại khai khẩn vùng đất mới và họ Đào Nguyên là trưởng, còn Đào Trọng, Đào Mạnh,... là thứ 2.

## Kiến trúc
Làng Thổ Khối có quần thể di tích gồm đình thờ 6 vị thành hoàng ở trong đê và chùa (Sùng Phúc tự) ở ngoài đê, tại khúc quanh của con đê sông Hồng. Từ đê sông Hồng đi xuống sân đình là cổng Tam Quan (Ảnh 3). Trước cửa đình là giếng nước rộng hình bán nguyệt (Ảnh 5), xưa kia đó là nguồn cung cấp nước cho cả làng, các gia đình không đào giếng. Giếng nước làng Thổ Khối có lẽ là giếng nước lớn nhất ở đồng bằng Bắc Bộ. Đình và chùa làng Thổ Khối được xếp hạng di tích lịch sử tháng 1/1990 (Ảnh 2).
Khoảng 30 năm trước, dưới chân đê trước cửa đình, cạnh giếng nước có một cây đa cổ thụ, thân to hàng mấy người ôm không xuể, rễ cuồn cuộn bò ngổn ngang dưới mặt đất, có những rễ thòng từ trên cành đa cao găm sâu vào lòng đất. Đi qua cầu Long Biên nhìn về Thổ Khối đã thấy ngọn cây đa, cây đa như là biểu tượng của làng. Sau đó cây đa bị sét đánh, cây khô dần dần từ ngọn xuống gốc và chết, ngày nay cây đa không còn dấu tích.
Từ đình đi dọc con đê khoảng 50 m đến một con dốc nhỏ, dưới chân dốc là cổng làng (Ảnh 1). Cổng làng được xây bằng gạch thẻ, lối ra vào hình cánh cung dựa vào bốn cột trụ vuông, hai con lân chế ngự đôi cột lớn như ôm lấy tấm phù điêu trạm rồng, có mái che. Trên khung cửa tò vò có khắc một bức hoành phi với 4 chữ đại tự: Lý Nhân Vị Mỹ, ý rằng người làng yêu cái đẹp.
Trước đây đường làng được lát bằng gạch xây nghiêng, ngày nay đã được bê tông hóa. Cuối làng là cầu Thanh Trì mới xây dựng vượt qua sông Hồng (Ảnh 6). 

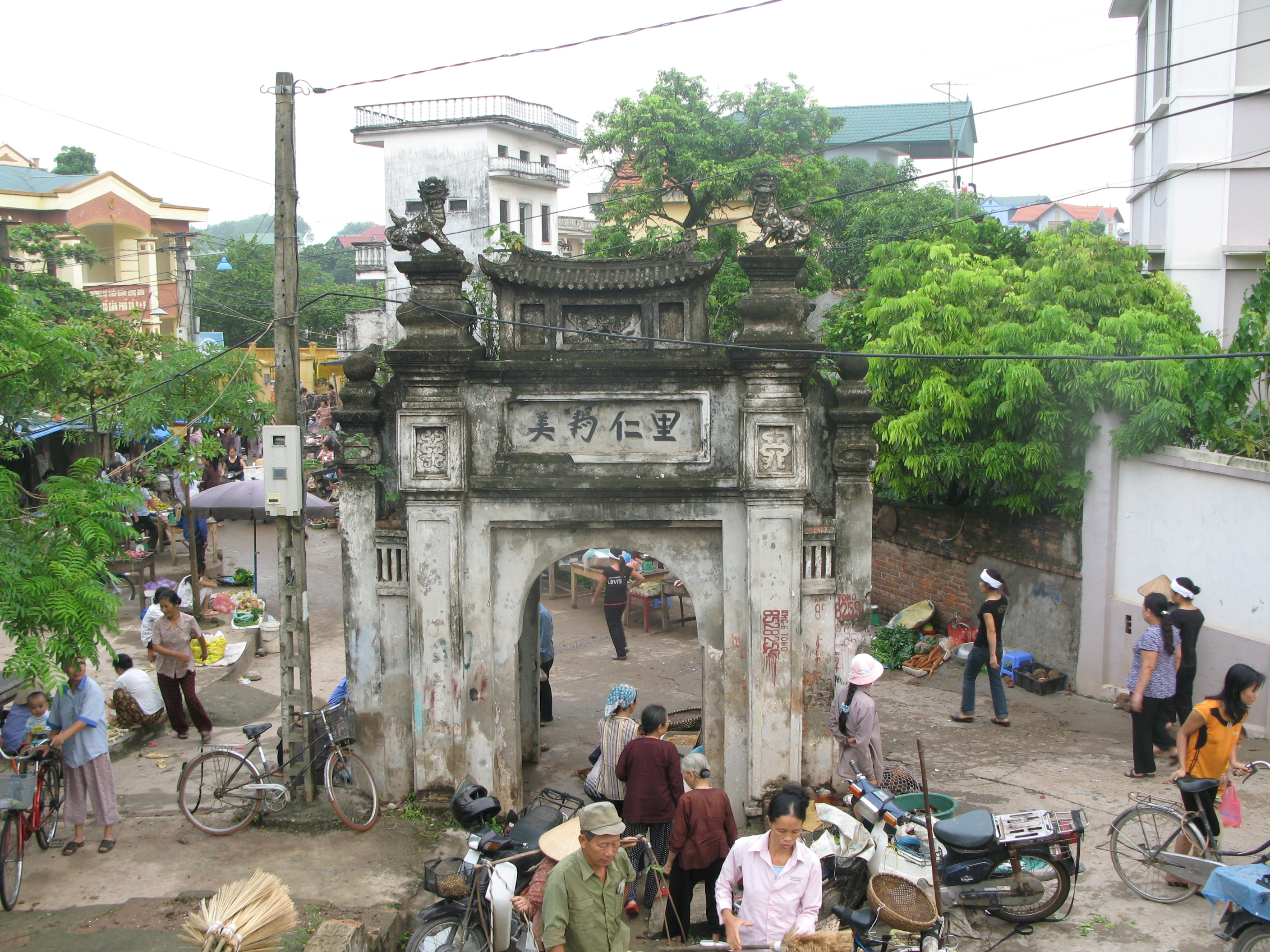
1.Cổng làng Thổ Khối
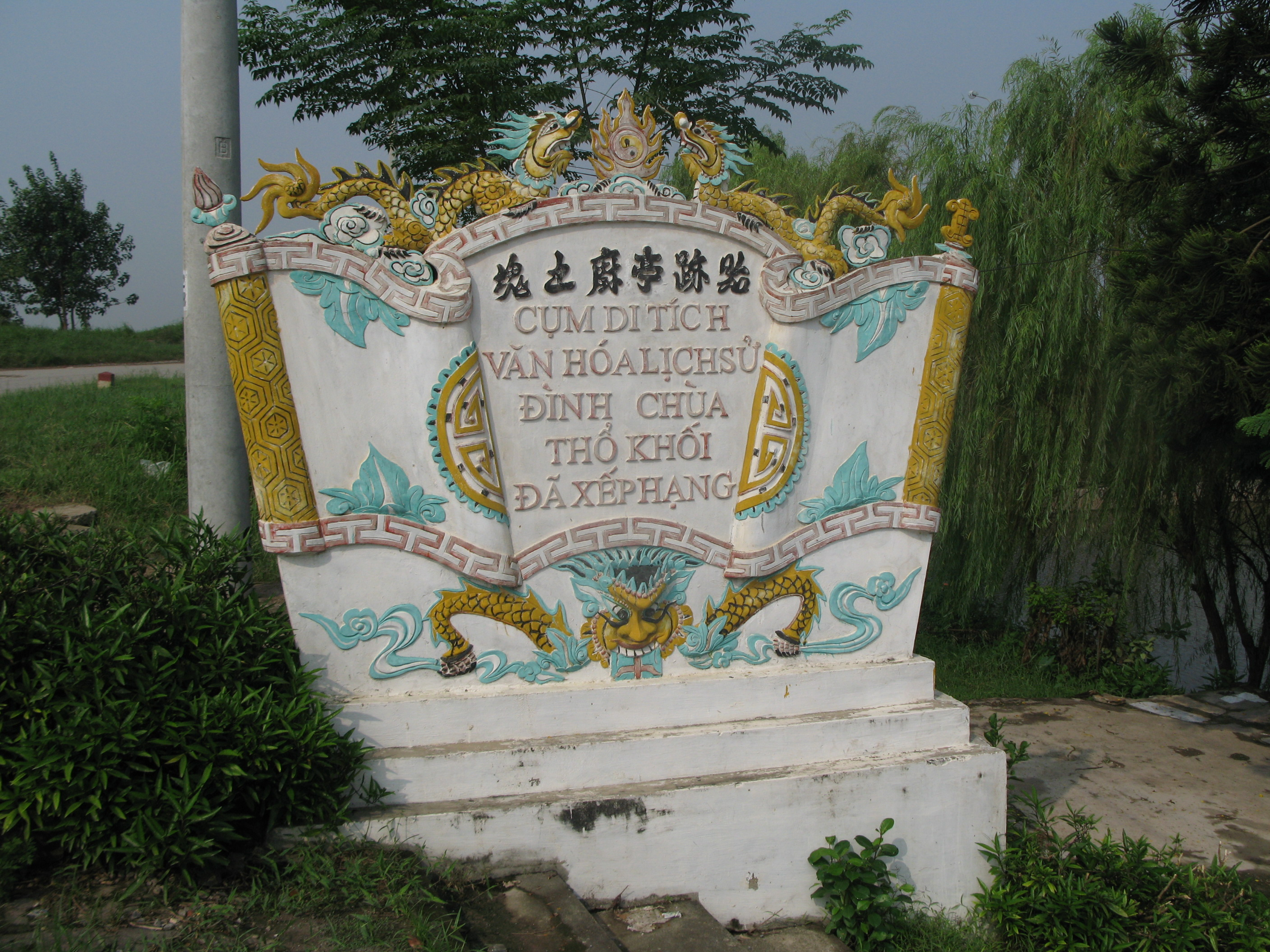
2. Bia công nhận Di tích văn hóa lịch sử Đình Chùa Thổ Khối
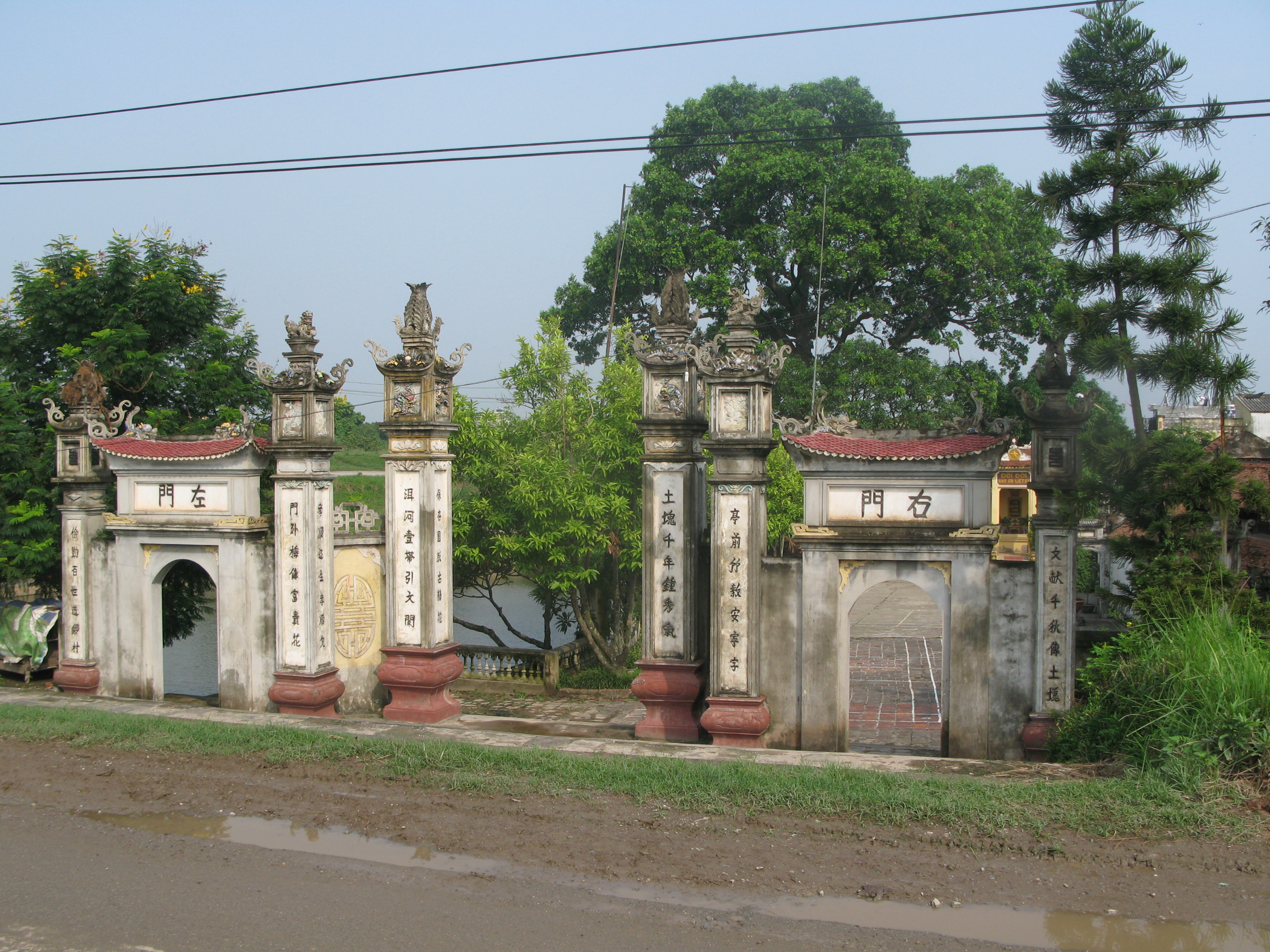
3. Cổng Tam Quan vào Đình Thổ Khối

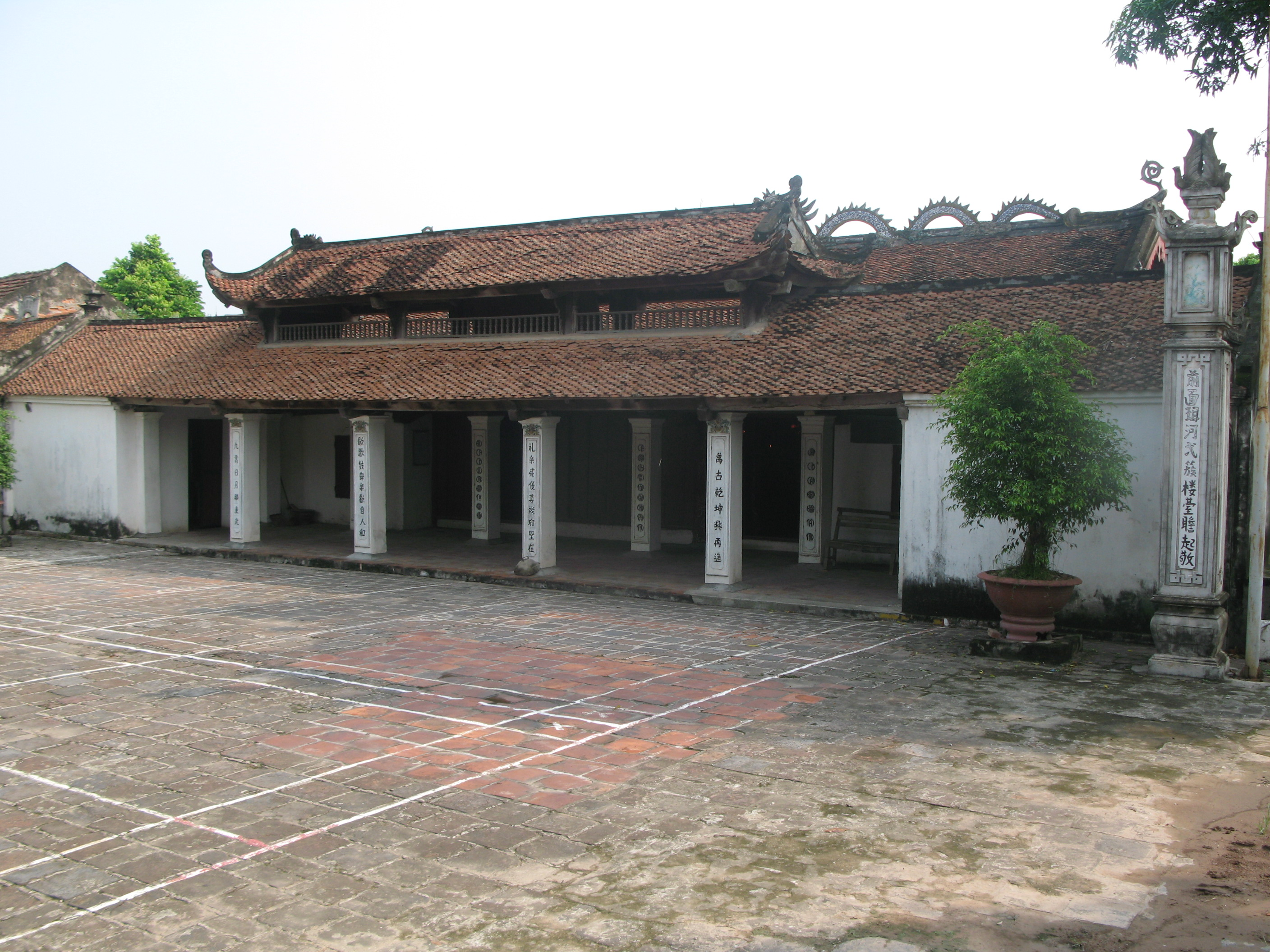
4. Đình làng Thổ Khối
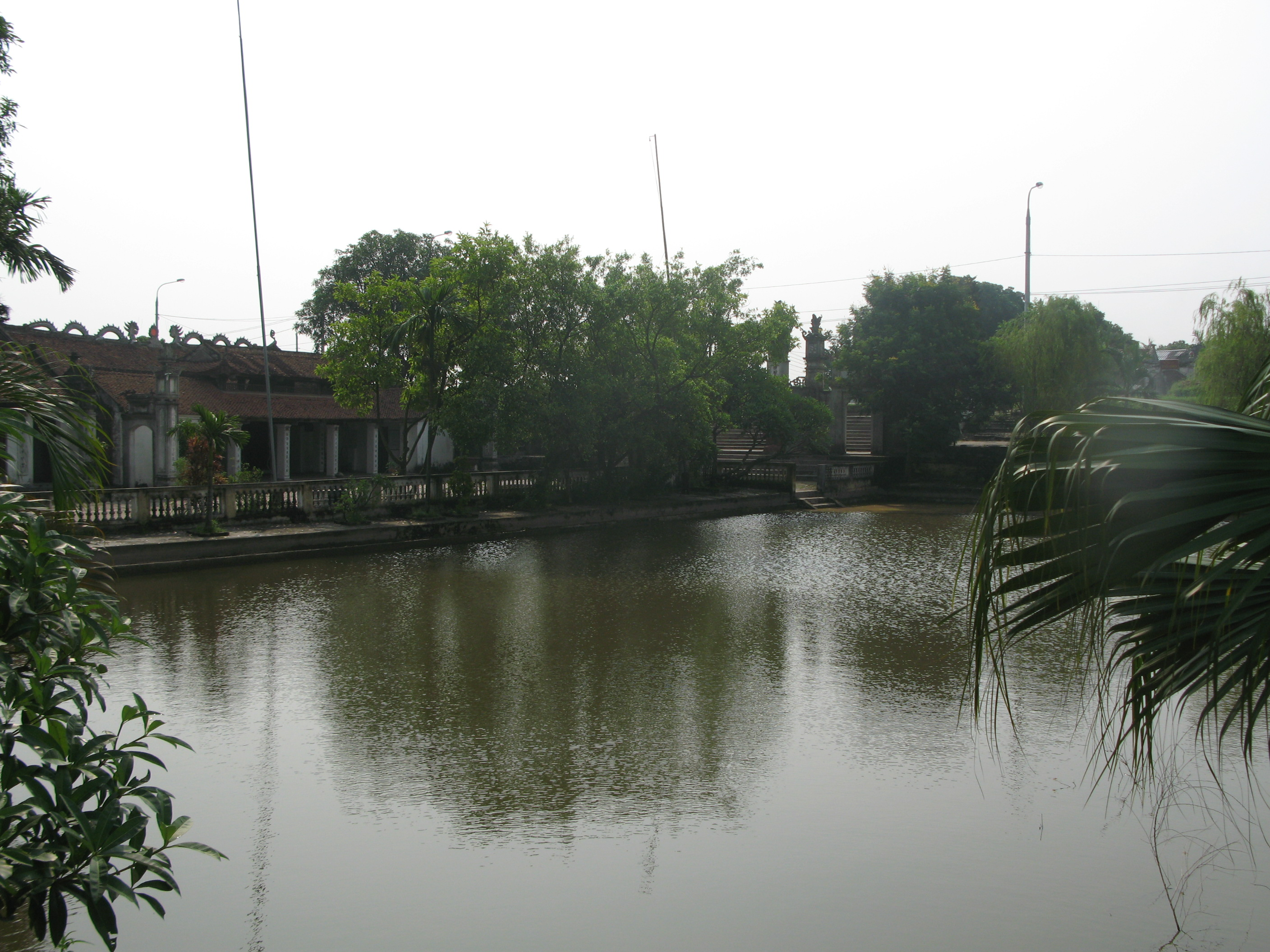
5. Giếng làng
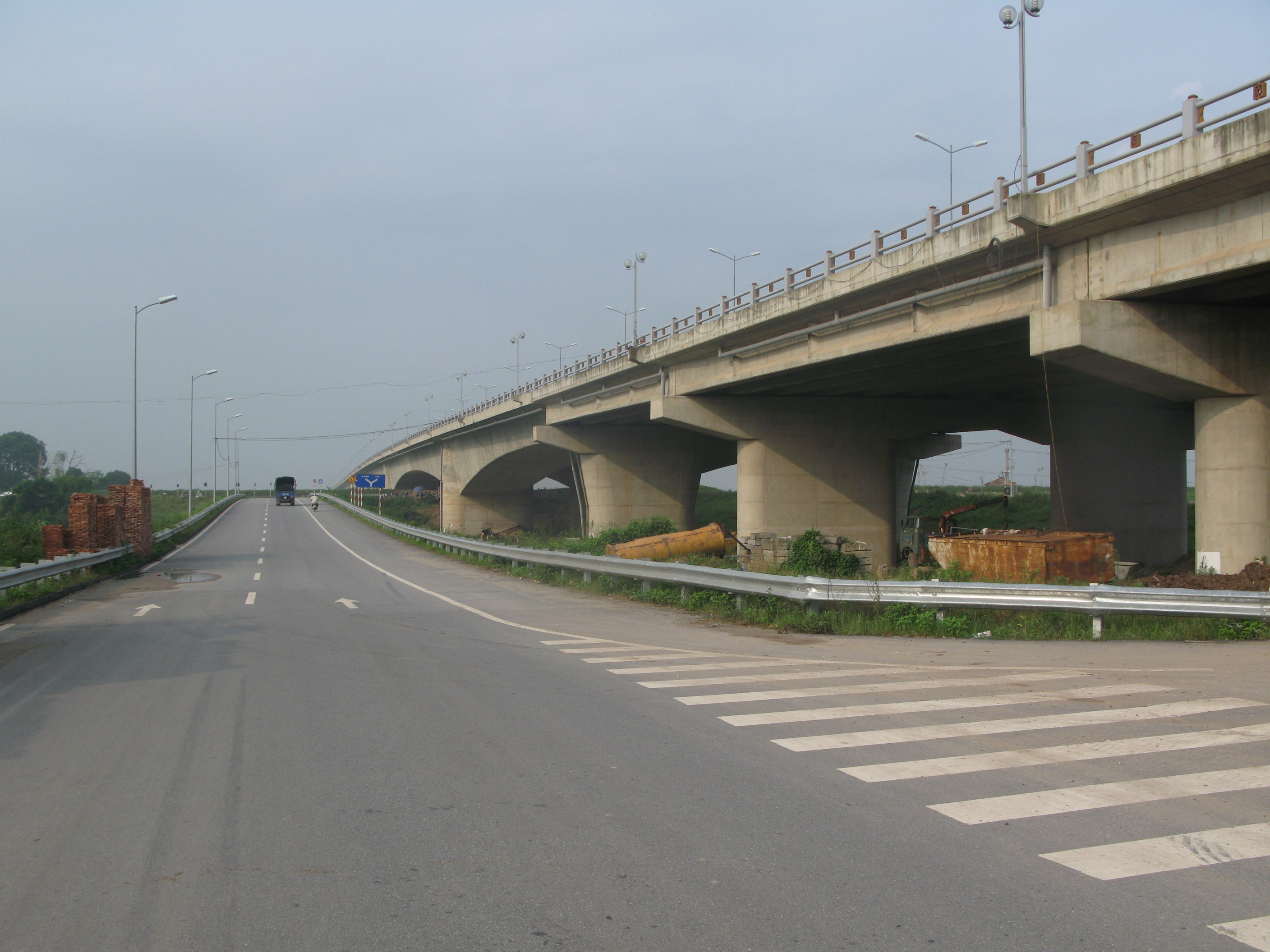
6. Cầu Thanh Trì chạy qua cuối làng

## Dân cư
Từ lâu làng đã có hương ước. Trong lời tựa hương ước làng Thổ Khối có đoạn viết: Làng có luân lý, ăn ở cho phải đạo, có khoán ước ràng buộc cho hợp lệ cũng như nhà nước có quy thức, luật lệ để khuyên răn, ngăn cấm lòng dân. Điều 103 của hương ước ghi: Làng lấy tiền công 30 đồng để mua giấy bút cấp cho những con nhà nghèo mà hội đồng xét thực không thể mua được, và để phát phần thưởng cho học trò, điều đó chứng tỏ từ xa xưa làng rất chú trọng tới việc học.
Làng Thổ Khôi nằm vắt ngang đê sông Hồng, ruộng ít, dân làng ít người sống bằng nghề nông, chủ yếu đi học, làm quan, làm viên chức, làm thợ thuyền hay buôn bán. Làng chỉ có một nghề truyền thống là làm vàng mã, tiền âm phủ cho cõi âm. Làng ít ruộng nên dân xuất ngoại rất nhiều, ở đâu cũng có: Hà Nội, Bắc Ninh, Bắc Giang, Hải Phòng, Vĩnh Yên, Nam Định, Thanh Hóa, Nghệ An, Hà Tĩnh, Sài Gòn, Pháp, Mỹ, Canada...
Thời phong kiến cũng như thời Pháp thuộc, làng có nhiều người làm nha lại. Thời Nguyễn, làng có ông Nguyễn Tá An đỗ Phó bảng khoa Tân Sửu đời Vua Thiệu Trị (năm 1841), làm quan Đồng Tri phủ. Làng còn có ba người đỗ Cử nhân là Phạm Bá Khản (khoa Quý Mão đời Thiệu Trị, 1843), Nguyễn Đăng Trăn (khoa Đinh Mão đời Tự Đức, 1867), Nguyễn Trùng Hanh (khoa Giáp Ngọ đời Thành Thái, 1894).
Ngày nay cũng có nhiều người nổi tiếng xuất thân từ Thổ Khối. Như Giáo sư, học giả Nguyễn Đăng Thục (1908-1999), sinh tại làng Thổ Khối, thuở nhỏ học tiểu học ở trường làng; 1927 sang du học ở Pháp, Bỉ và Thụy Sĩ; ông để lại nhiều tác phẩm rất có giá trị về triết học Đông phương. Như Giáo sư Nguyễn Đăng Mạnh là nhà phê bình văn học nổi tiếng, gần đây cuốn Hồi ký Nguyễn Đăng Mạnh bị đưa lên mạng với rất nhiều tranh cãi. Nhiều người dân Thổ Khối sang định cư tại Pháp, Mỹ, Canda... từ 1945 hay 1975 rất thành đạt.

## Lễ hội
Vì đình làng thờ 6 vị thành hoàng với ngày sinh ngày hóa khác nhau nên làng thống nhất lấy các ngày 8, 9 và 10 tháng 2 âm lịch hàng năm là ngày tế chung, trong đó ngày mồng 9 là quan trọng nhất. Lễ thức quan trọng mở đầu hội là rước nước từ giữa sông Hồng về đình, trên đoạn đường gần 2 cây số. Làng có 6 giáp nên mỗi năm các giáp phải xin âm dương để xác định giáp nào được đảm nhận công việc này. Xưa kia 3 năm một kỳ mở hội lớn, nay 5 năm một lần mở hội lớn.

## Nhân vật nổi tiếng
- GS Nguyễn Đăng Thục
- GS Nguyễn Đăng Mạnh
- Lê Thị Lựu